# گائو لین (بازیکن والیبال)
گائو لین (انگلیسی: Gao Lin؛ زادهٔ ۱۳ اکتبر ۱۹۶۹) بازیکن والیبال زن اهل چین بود. وی در بازی‌های المپیک تابستانی ۱۹۹۲ شرکت کرده‌است.